# 北疆锦鸡儿
北疆锦鸡儿（学名：Caragana camilli-schneideri）为豆科锦鸡儿属下的一个种。

## 扩展阅读
- 維基物種上的相關：北疆锦鸡儿